# Agha Aliyev
Agha Aliyev (en azéri: Ağa Qurban oğlu Əliyev; né le 11 mai 1911 à Gueytchay et mort le 28 mai 1997 à Bakou) est un scientifique azerbaïdjanais et soviétique, géologue pétrolier, docteur en sciences géologiques et minéralogiques, ingénieur émérite de la RSS d'Azerbaïdjan.

## Biographie
Agha Gurban oglu Aliyev est diplômé de l'Institut industriel d'Azerbaïdjan en 1936. À partir de 1940, Aga Aliyev occupe divers postes de direction dans les départements d’exploration et de la production pétrolière de la république.

## Découverte de nouveaux gisements
De 1945 à 1964, Aliyev est le géologue en chef du trust Azmornefterazvedka. Depuis 1945, il est chargé des travaux d'exploration géologique en mer. Sous la direction d'Aga Aliyev, les gisements de pétrole et de gaz de Neft Daşları (Roches à pétrole), de Gyurgyan, de l'île de Gum (de Sable), Mer de Sangatchal, de l'île de Duvanny, de l'île de Bulla, de Bakhar et d'autres sont découverts. Le 14 novembre 1948, un groupe de scientifiques débarque sur le groupe d'îles rocheuses : le géologue Aga Aliyev, le spécialiste du forage Yusif Safarov et le chef de l'association Aznefterazvedka, créée en 1947, Sabit Orudjev. C'est ici qu'ils créent la première plate-forme de forage. Dès le 7 novembre 1949, le puits n° 1 du champ produit une puissante fontaine de pétrole. Ainsi, pour la première fois dans l’histoire du monde, un puits est foré en pleine mer et un gisement de pétrole est découvert. Le souvenir de cet événement, ainsi que les noms d'Aliyev et de Safarov, sont immortalisés sur une plaque commémorative située au Houston Ocean Star Museum (Ocean Star Offshore Drilling Rig & Museum).
Il développe de nouveaux principes théoriques sur la division des dépôts du Pliocène en plusieurs bassins sédimentaires libres. Sous la direction d'Aliyev, les gisements de pétrole et de gaz suivants sont découverts dans la région de Kura: Kurovdag, Mishovdag, Galmas, Karabakhly, Kursangi et autres.

## Activité pédagogique et scientifique
De 1964 à 1966, il enseigne à l'Institut azerbaïdjanais du pétrole et de la chimie M. Azizbekov (AzINEFTEKHIM) et obtiet le titre de professeur en 1965. De 1966 à 1977, il est directeur adjoint de l'Institut national de recherche scientifique et de conception de l'industrie pétrolière d'Azerbaïdjan, et à partir de 1977, chef du laboratoire de cet institut.
Les recherches d’Aliyev dans le domaine des modèles de distribution des fluides dans les champs de pétrole et de gaz ont une importance théorique et pratique. Les concepts avancés par Aliyev sur les gisements filtrés tectoniquement et lithologiquement associés à la migration latérale du pétrole et du gaz ont été appliqués à la compilation de la base géologique des champs de pétrole et de gaz en Azerbaïdjan. Aga Aliyev est l’auteur de la monographie en plusieurs volumes « Géologie de l’Azerbaïdjan ». On lui attribue la formation du personnel scientifique.

## Mémoire
- Une plaque commémorative sur le mur de la maison où vivait Aga Aliyev à Bakou

## Titres et décorations
- Pétrolier honoraire de l'URSS
- Prix Staline du 1er degré (1951)
- Titre de Travailleur honoraire du pétrole de l'URSS, 1971
- Deux Ordres du Drapeau Rouge du Travail
- Ordre de l'Insigne d'Honneur
- Médailles